# Língua haisla
O 'Haisla, X̄a’islak̓ala ou X̌àh̓isl̩ak̓ala, é uma língua das Primeiras Nações falada pelo povo Haisla da vila de Kitaamat, 10 km de Kitimat, na entrada do Canal Douglas, um fiorde de 120 km, na Colúmbia Britânica, Canadá. O Canal serve como via de navegação e pesca dos Haisla e também para a fundição de alumínio e seu porto na cidade de Kitimat. Os Haisla e a sua língua, junto com os povos vizinhos Heiltsuk e Wuikinuxv, eram erroneamente chamados de "Kwakiutl do Norte".

## Nome
O nome Haisla deriva da palavra Haisla para “habitantes ao longo do rio”.

## Classificação
Haisla é uma língua Wakashan Setentrional, grupo línguístico falado por várias centenas de pessoas. Haisla é geograficamente a língua Wakashan mais ao norte. Seu vizinho Wakashan mais próximo é a língua Oowekyala.

## Fonologia
|           |             | Bilabial | Alveolar   | Alveolar    | Palatal | Velar | Velar       | Uvular | Uvular | Glotal |
| central   | lateral     | Bilabial | palatizada | labializada | Palatal | plana | labializada |        |        | Glotal |
| --------- | ----------- | -------- | ---------- | ----------- | ------- | ----- | ----------- | ------ | ------ | ------ |
| Nasal     | plana       | m        | n          |             |         |       |             |        |        |        |
| Nasal     | glotalizada | mˀ       | nˀ         |             |         |       |             |        |        |        |
| Plosiva   | Tênue       | p        | t          |             |         | kʲ    | kʷ          | q      | qʷ     | ʔ      |
| Plosiva   | Sonora      | b        | d          |             |         | ɡʲ    | ɡʷ          | ɢ      | ɢʷ     |        |
| Plosiva   | Ejetiva     | pʼ       | tʼ         |             |         | kʼʲ   | kʼʷ         | qʼ     | qʼʷ    |        |
| Africada  | Tênua       |          | ts         | tɬ          |         |       |             |        |        |        |
| Africada  | Sonora      |          | dz         | dl          |         |       |             |        |        |        |
| Africada  | ejetiva     |          | tsʼ        | tɬʼ         |         |       |             |        |        |        |
| Fricativa | Fricativa   |          | s          | ɬ           |         | xʲ    | xʷ          | χ      | χʷ     | h      |

## Dialetos
A população atual de Kitamaat desenvolveu-se a partir de múltiplas fontes, o que significa que há diferenças de linguagem. Os dois dialetos mais proeminentes são Kitimaat ( X̅a'islak'ala ) e Kitlope ( X̅enaksialak'ala ). Pronúncia, gramática e escolha de palavras dependem de qual dialeto está falando.
Haisla ainda é usado para se referir ao idioma como um todo.

## Fonologia
Haisla está intimamente relacionado com as outras línguas de Wakashan do Norte, Oekekyala, Kwak'wala, e, em menor medida, Nuuchahnulth (Nootka ), Nitinat e Makah. Idiomas típicos falados na Costa Noroeste, essas línguas consistem em consoantes múltiplas com variação alófona limitada.
Haisla tem uma ampla gama de consoantes, com  plosivas simples sendo expressas lênis. Semelhante às outras línguas de Wakashan, Haisla não possui sistemas de vogais longas. As vogais da língua são /i/, /a/, /u/, /o/, /e/ e /ə/. /ə/ que existem em Kwakwala, mas ausente nas línguas do Wakashan do sul. As duas línguas também são caracterizadas pela sua abertura em /i u/.
Dorsais podem ser tanto frontais /k ɡ x/ ou posteriores, /q ɢ χ/, e também pode ser arredondadas. As plosivas podem ser mais alteradas por aspiração, glottalização e expressões. Os ressonantes também experimentam um aumento adicional através da glotalização.
Voicing e glottalização são componentes ativos, vistos em mutações de consoantes, enquanto a aspiração não é. As plóssulas aspiradas, variando fricativas, têm
Todas plosivas aspiradas e glotalizadas em Haisla são lênis. Todas fricativas também são lênis voz.

## Morfologia
Haisla é uma língua “verbo-sujeito-objeto” com verbo no início, é "altamente polissintética”, muitos sufixos e possivelmente sem distinção (léxica) Substantivo-Verbo ". Palavras que correspondem a verbos e palavras de apoio são as primeiras numa frase. Como as outras línguas Wakashan, Haisla é composta por palavras multifacetadas, compostas por uma única raiz e estendidas através de múltiplas expansões ou reduplicações. Essas podem ser alteradas por sufixos lexicais ou gramaticais, e clíticas modais. Um exemplo pode ser visto com a palavra Haisla para 'condição',  ḡʷailas . A palavra pode ser modificada para significar 'sua condição' ou 'minha condição' como  ḡʷailas-us  e  ḡʷailas-genc , respectivamente.
Emmon Bach, em 'One the Surface Verb q'ay'ai | Qela', citou os seguintes pontos como a estrutura para a construção de palavras:
- A. Raiz = [Ext](Raiz)(-LexSuf)*(-GramSuf)*
- B. Palavra = Raiz (terminação)*

A maioria das raízes não pode funcionar como palavras independentes; aquelas que muitas vezes podem assumir significados diferentes. Um exemplo disto pode ser visto com a raiz  bekʷ , quando combinado com os es' 'ou' '-ala' ', significa "Sasquatch" ou "conversa", respectivamente.
Como em todas as línguas de Wakashanas, Haisla tem uma variedade de clíticos comuns a nível de cláusulas que contêm semântica de inflexão. Visto também nas línguas Spair e Swadesh, onde são identificados como "sufixos incrementais", esses contêm marcadores de tempo, aspecto e modo. Esses clíticos são não-obrigatórios fora do aspecto perfeito versus imperfeito e não formam paradigmas, ao mesmo tempo que têm uma ordem definida.
Haisla possui uma ampla gama de raízes classificatórias, algo compartilhado com as suas línguas Wakashan do Norte. Essas raízes são sempre precedidas por um sufixo lexical locativo ou por um sufixo transitivador.

## Sintaxe
Como uma linguagem VSO, palavras que correspondem a verbos e palavras de apoio ocorrem primeiro na frase. Por exemplo, a frase "O chefe vê o grizzly (urso)", literalmente se traduz como "ver o chefe do grizzly". Ao expressar negação em Haisla, o verbo auxiliar  k̕uus- / k̕uu-  ocorreria no início da frase. Essa raiz é então modificada com o final apropriado refletindo o sujeito do verbo, e.  K̓un duqʷel qi sáakax̄i  "Eu não vejo o grizzly".

### Possessivos
Ao expressar a posse em Haisla, os finais de palavras que são usados para indicar o possuidor também são usados com objetos de alguns verbos especiais. A maioria desses verbos tende a expressar emoções ou estados psicológicos.
As terminações possessivas em Haisla às vezes têm uma semelhança com as usadas em inglês.  -nis  pode ser usado de forma semelhante ao "meu" inglês quando colocado antes de um objeto possuído. Fora do uso de palavras separadas para expressar a posse, os finais também podem ser usados em palavras individuais, e.  gúxʷgenc  "minha casa aqui". O conjunto de sufixos em Haisla que refletem a posse é bastante extenso. Haisla, no entanto, usa as formas demonstrativas independentes  qi ,  qu , etc., que servem como elementos iniciais opcionais e frequentes em grupos nominais.
Formas possessivas de 3ª pessoa (próximas à 1ª pessoa):
| item | (inv) | inst | possessor | (visIS) | categoriSSs      | exemplo       |
| ---- | ----- | ---- | --------- | ------- | ---------------- | ------------- |
| -ga  |       | -s   | -ix       |         | 1 vis 1 vis      | k'adayugasix  |
| -ga  | -c    | -s   | -ix       |         | 1 inv 1 vis      | k'adayugacix  |
| -ga  |       | -s   | -ix       | -c      | 1 vis 1 inv      | k'adayugasixc |
| -ga  | -c    | -s   | -ix       | -c      | 1 inv 1 inv      | k'adayugacixc |
| -ga  |       | -s   | -u        |         | 1 vis 2 vis      | k'adayugasu   |
| -ga  | -c    | -s   | -u        |         | 1 inv 2 vis      | k'adayugacu   |
| -ga  |       | -s   | -u        | -c      | 1 vis 2 inv      | k'adayugasuc  |
| -ga  | -c    | -s   | -u        | -c      | 1 inv 2 inv      | k'adayugacuc  |
| -ga  |       | -s   | -i        |         | 1 vis 3 vis      | k'adayugasi   |
| -ga  | -c    | -s   | -i        |         | 1 inv 3 vis      | k'adayugaci   |
| -ga  |       | -s   | -i        | -c      | 1 vis 3 inv      | k'adayugasic  |
| -ga  | -c    | -s   | -i        | -c      | 1 inv 3 inv      | k'adayugacic  |
| -ga  |       | -s   | -ki       |         | 1 vis saindo vis | k'adayugasgi  |
| -ga  | -c    | -s   | -ki       |         | 1 inv saindo vis | k'adayugacgi  |
| -ga  |       | -s   | -ki       | -c      | 1 vis saindo inv | k'adayugasgic |
| -ga  | -c    | -s   | -ki       | -c      | 1 inv saindo inv | k'adayugacgic |

### Número e pessoa
Haisla apresenta as 1ª, 2ª e 3ª pessoa, bem como seus plurais. Haisla não tem um grande foco no número, com a palavra  begʷánem  para "pessoa" e "pessoas", dependendo do seu contexto. Haisla também possui terminações inclusivas e exclusivas, em referência a "nós" ou "nós" inclui a pessoa que está sendo falada. Haisla tem pronomes neutros em termos de gênero, sem distinção entre "ele" e "ela".
Todas as línguas do Wakashanas setentrionais exibem sistemas elaborados de clíticos pronominal de terceira pessoa. Estes geralmente incluem formas de caso distintas para objeto, sujeito, instrumento ou possuidor. Ao contrário de Kwakw'ala, Haisla e as outras línguas  Wakashanas setentrionais faltam no Haisla elementos pré-nominais, no entanto, faz uso das formas demonstrativas independentes qi, qu, etc., que servem como elementos opcionais, porém frequentes, em grupos nominais.
As terminações para sujeito de frase podem ser vistas nos dois grupos abaixo.
| Abreviatura  | Forma                       | Significado                |
| ------------ | --------------------------- | -------------------------- |
| 1ª sg.       | -nugʷ(a)/ -n (-en)          | I                          |
| 2ª sg.       | -su                         | tu, você                   |
| 2º pl.       | -su + reduplicação do verbo | vós, vocês                 |
| 1ª pl. incl. | -nis                        | nós incluindo tu           |
| 1ª pl. excl. | -nuxʷ                       | nós excluindo tu           |
| 3-1          | -ix                         | ele/ela próximo ao sujeito |
| 3-1          | -ix com reduplicação        | eles/elas longe do sujeito |

| Abreviatura | Forma   | Significado                 |
| ----------- | ------- | --------------------------- |
| 3-2         | -u      | ele/ela próximo ao sujeito  |
| 3-3         | -i      | ele/ela remoto              |
| 3ª ausente  | -ki/-gi | ele/ela recém ausente       |
| 3ª invis.   | -ixc    | ele/ela próximo não visível |
| 3ª -2 vis.  | -uc     | ele/ela próximo visível     |
| 3ª -3       | -ic     | ele/ela remoto não visível  |

Objeto direto:
| Abreviatura      | Forma        | Significado                         |
| ---------------- | ------------ | ----------------------------------- |
| 1ª sg.           | -entl(a)     | me                                  |
| 2ª sg.           | -utl(a)      | te                                  |
| 1ª pl. inclusiva | -entlanis    | nos incluindo tu                    |
| 1ª pl. exclusiva | -entlanuxʷ   | nos excluindo tu                    |
| 3-1              | -ʼix / -ʼex̄g | ele/ela próximo a quem fala         |
| 3-2              | -ʼu          | ele/ela próximo a com quem se fala  |
| 3-3              | -ʼi          | ela/ela/eles/elas remotos           |
| 3-ausente        | -ʼex̄gi       | ela/ela/eles/elas recém ausentes    |
| 3-1              | ??-ʼixc*     | ela/ela/eles/elas próximo invisível |

O '*' denota como há falta de clareza em determinar quantas das pessoas invisíveis ainda são usadas.

## Objetos oblíquos
Objetos oblíquos seguem o objeto em Haisla. Semelhante ao uso de 'of' em inglês (possessivo), alguns verbos exigem que seus objetos sejam marcados pela expressão 'dele' ou o final '-s' na palavra anterior. A posse em Haisla é expressa através de pronomes, fazendo uso dos mesmos fins que são usados para objetos oblíquos.

## Dêixis
Em Haisla, a localização de uma conversa afeta diretamente o uso da linguagem. Dependendo se algo aconteceu no local da conversa ou longe, as terminações verbais expressam onde a ação ocorreu. Existem quatro locais possíveis dentro do idioma: aqui (perto do falante), aí (perto do ouvinte), aí (perto do falante ou do ouvinte) e quando alguém de sair. Esses conceitos ajudam a formar os aspectos "espaciais e temporais" de Haisla. O idioma também distingue entre coisas que são vistas e conhecidas, que são classificadas como visíveis. As coisas que não são visíveis, em vez de serem imaginadas ou potenciais, são definidas como invisíveis.
Algo único em Haisla é a adição dos clíticos demonstrativos opcionais  qu  e  qi , que ajudam a tornar a explicitação espacial de uma cláusula mais vívida.
| Demonstrativo de | Item independente item | clítico Deixis |
| ---------------- | ---------------------- | -------------- |
| 1 vis.           | qix                    | -gaẍga         |
| 1 inv.           | [qic(e)x]              | [-gac(e)ẍga]   |
| 2 vis.           | qu                     | -aẍu           |
| 2 inv.           | [quc]                  | [-acẍu]        |
| 3 vis.           | qi                     | -acẍi, -i      |
| 3 inv.           | qic                    | -acẍi, -ac*    |
| gone             | qiki                   | -tiẍga         |

Exemplo:

	Duqʷel   John-di      qi                      w̓ac̓i. acx̄i

Ver.         John.foi.  remoto visível.   cão.   remoto visível 

"John viu o cão"

## Argumentos
Dentro da família de línguas Wakashanas, "os argumentos fundamentais são identificados apenas por enclíticos pronominais anexados ao predicado inicial. Os substantivos nominais lexicais não possuem marcação de caso e a ordem constitutiva não distingue o papel gramatical".

## Sociolinguistica
Devido ao grande número de grupos de idiomas na Costa Noroeste, houve um grande contato através do intercâmbio comercial e cultural. Esse excesso de comunicação eventualmente leva à criação de uma "linguagem comercial" especial. Do chamado Chinook Jargon, Haisla adotou várias palavras desta linguagem, como  gʷasáu , ou porco. Outras palavras, como "lepláit ~ lilepláit", que significa "ministro, sacerdote", refletem como o contato com os missionários afetou a linguagem como um todo. Deve-se notar que a maioria das palavras adotadas eram para objetos "novos", palavras preexistentes como gewedén ou cavalo não foram substituídas.

## Revitalização
Tal como acontece com as outras línguas na família Wakashana Setentrional, Haisla está atualmente em perigo de extinção.
As línguas indígenas da Colúmbia Britânica foram fortemente influenciadas por escolas residenciais, na província onde residem houve até 16 escolas residenciais durante a década de 1930. A população de falantes foi impactada drasticamente por doenças após a chegada dos europeus.
Haisla tem programas para quem está interessado em falar a língua. A aldeia Kitamaat oferece lições para os interessados em aprendê-la. Eden Robinson, um autor de Heiltsuk / Haisla criado na Colúmbia Britânica, escreveu e lecionou sobre o tema da revitalização da linguagem. Recentemente, ele promoveu a palestra anual Munro Beattie na Carleton University.

## Amostra de texto
Wa qi nu'ymmasintha, qi ḡa'ḡapnds. Q̓i'p̓nxʼidi nu'snthasi ḡi wi'sms ḡa'ḡapnnds du qi ḡnm's ḡa'ḡapnds. Wa lids gey̓axc̓ya'sads hs Ba'x°bak°alanusiwaklawadsx̄i la qids ḡya'layadsx̄i, ḡ°iksuk°la'sasi gi msla qn la'qyamasisi n̓ok°s bg°a'nm. Hide' Ba'x°bak°alanusiwaklasugilhadssi la qids Ga'layads Bg°a'nmx̄i. Lanug°anu'sathin̓utha hs qik... nis q̓alh nu'ymmnds hs qi ma'kok°s ḡa'ḡapnds.